# Episodi di Soko 5113 (trentasettesima stagione)
La trentasettesima stagione della serie televisiva Soko 5113 è stata trasmessa in anteprima in Germania dalla ZDF tra il 3 ottobre 2011 e il 12 marzo 2012.
| nº | Titolo originale       | Titolo italiano | Prima TV Germania | Prima TV Italia |
| -- | ---------------------- | --------------- | ----------------- | --------------- |
| 1  | Die Tote des Monats    |                 | 3 ottobre 2011    |                 |
| 2  | Kepplers letzter Fall  |                 | 10 ottobre 2011   |                 |
| 3  | Das Blut der Ballerina |                 | 17 ottobre 2011   |                 |
| 4  | Die Venus von Pasing   |                 | 24 ottobre 2011   |                 |
| 5  | In dubio pro Leo?      |                 | 31 ottobre 2011   |                 |
| 6  | Dabei sein ist alles   |                 | 7 novembre 2011   |                 |
| 7  | Der Tanz der Schäffler |                 | 14 novembre 2011  |                 |
| 8  | Eine bessere Welt      |                 | 21 novembre 2011  |                 |
| 9  | Blutiger Honig         |                 | 28 novembre 2011  |                 |
| 10 | Tod am roten Punkt     |                 | 5 dicembre 2011   |                 |
| 11 | Lichtgänger            |                 | 12 dicembre 2011  |                 |
| 12 | Das letzte Türchen     |                 | 19 dicembre 2011  |                 |
| 13 | Unter die Räder        |                 | 2 gennaio 2012    |                 |
| 14 | Der einzige Zeuge      |                 | 9 gennaio 2012    |                 |
| 15 | Die Rückkehr           |                 | 16 gennaio 2012   |                 |
| 16 | Hölle im Kopf          |                 | 30 gennaio 2012   |                 |
| 17 | Kalte Spuren           |                 | 6 febbraio 2012   |                 |
| 18 | Tabula Rasa            |                 | 13 febbraio 2012  |                 |
| 19 | Der Herbst der Nackten |                 | 20 febbraio 2012  |                 |
| 20 | Wastls Erben           |                 | 5 marzo 2012      |                 |
| 21 | Bergab                 |                 | 27 febbraio 2012  |                 |
| 22 | Pentagon               |                 | 12 marzo 2012     |                 |